# Almamellék
Almamellék (németül: Homeli, Homelk) község Baranya vármegyében, a Szigetvári járásban.

## Fekvése
A Zselic dombvidékén, Szigetvártól 15 kilométerre északra fekszik. Közúton a 67-es főútból Szentlászlónál keletre kiágazó  66 117-es úton érhető el. Almamellék központja a letéréstől körülbelül 4 kilométerre van. A 66 117-es út innen még továbbfolytatódik kelet felé, a környék zsákfalvai (Horváthertelend, Csebény, Ibafa, Szabás) irányában.
Almamellék mérsékelten meleg nyarú, enyhe telű dombsági terület. A csapadék egész évben kevés, de éghajlati viszonyai ennek ellenére megfelelő feltételeket biztosítanak a mezőgazdasági művelésnek.

## Története
A község első írásos emléke 1344-ből maradt fenn. Alma megnevezése 1275-ből az Almás-patakra utal; e patak neve már a pécsi püspökség 1009-es alapító oklevelében is szerepel. Az egyedüli település az Almás-patak völgyében, amely a török megszállás után is fennmaradt.
Mai területén egykor 12 lakott és adózó ház volt.
1900 novemberére elkészült és 1976. december 31-ig üzemelt az Almamelléket is érintő Kaposvár–Szigetvár-vasútvonal.
Az 1950-es megyerendezéssel a korábban Somogy vármegyéhez tartozó települést a Szigetvári járás részeként Baranya megyéhez csatolták.

## Közélete

### Polgármesterei
- 1990–1994: Schwartz József (független)[4]
- 1994–1998: Schwartz József (független)[5]
- 1998–2002: Schwartz József (független)[6]
- 2002–2006: Szilágyiné Kadiró Erika Mária (független)[7]
- 2006–2010: Szilágyiné Kadiró Erika Mária (független)[8]
- 2010–2014: Szilágyiné Kadiró Erika Mária (Fidesz)[9]
- 2014–2019: Szilágyiné Kadiró Erika Mária (Fidesz-KDNP)[10]
- 2019–2024: Szilágyiné Kadiró Erika Mária (Fidesz-KDNP)[11]
- 2024– : Nagy Zoltán (független)[1]

## Népesség
A település népességének alakulása:
| Lakosok száma | 395  | 389  | 381  | 381  | 394  | 394  | 413  | 399  |
|               | 2013 | 2014 | 2015 | 2019 | 2021 | 2022 | 2023 | 2024 |

A 2011-es népszámlálás során a lakosok 76,2%-a magyarnak, 3,9% cigánynak, 0,2% horvátnak, 8,1% németnek, 0,2% románnak mondta magát (23,8% nem nyilatkozott; a kettős identitások miatt a végösszeg nagyobb lehet 100%-nál). A vallási megoszlás a következő volt: római katolikus 58,5%, református 1,5%, evangélikus 0,2%, görögkatolikus 1%, felekezeten kívüli 11,1% (27,8% nem nyilatkozott).
2022-ben a lakosság 82%-a vallotta magát magyarnak, 16% németnek, 1,8% cigánynak, 0,8% ukránnak, 0,5% horvátnak, 0,3% szlováknak, 9,9% egyéb, nem hazai nemzetiségűnek (9,6% nem nyilatkozott; a kettős identitások miatt a végösszeg nagyobb lehet 100%-nál). Vallásuk szerint 36,8% volt római katolikus, 1,3% református, 0,3% evangélikus, 0,3% görög katolikus, 2% egyéb keresztény, 2% egyéb katolikus, 19,3% felekezeten kívüli (38,1% nem válaszolt).

## Nevezetességei
- Római katolikus templom (épült 1890-ben)
- A Biedermann báró által építtetett sasréti vadászház, vadászkastély (épült a 20. század elején)
- Erdei Vasút Múzeum, ősbükkös. Az almamelléki állomásépületben berendezett Erdei Vasút Múzeum a környék élővilágát és a 20. század elejének erdőgazdálkodását mutatja be. A ház mellett elterülő 200 éves ősbükkös a megye legöregebb erdeje, melyet a benne kanyargó tanösvény és kiépített források tesznek még vonzóbbá.
- Almamelléki Állami Erdei Vasút. Almamellékről Sasrétpusztára vezet, ahol az egykori Biedermann-kúria (ma szálloda) áll.
- Németlukafai üveghuta
- Római kút és római villa maradványai
- 213 éves kőkereszt a szőlőhegyen
- Biedermann-kastély (ma Vitál Hotel) Szentmártonpusztán

### Érdekességek
A Kihajolni veszélyes! című filmet Zsombolyai János Almamellék egykori vasútállomásán forgatta 1977-ben, közvetlenül a Kaposvár–Szigetvár-vasútvonal megszűnése után.

### Képek

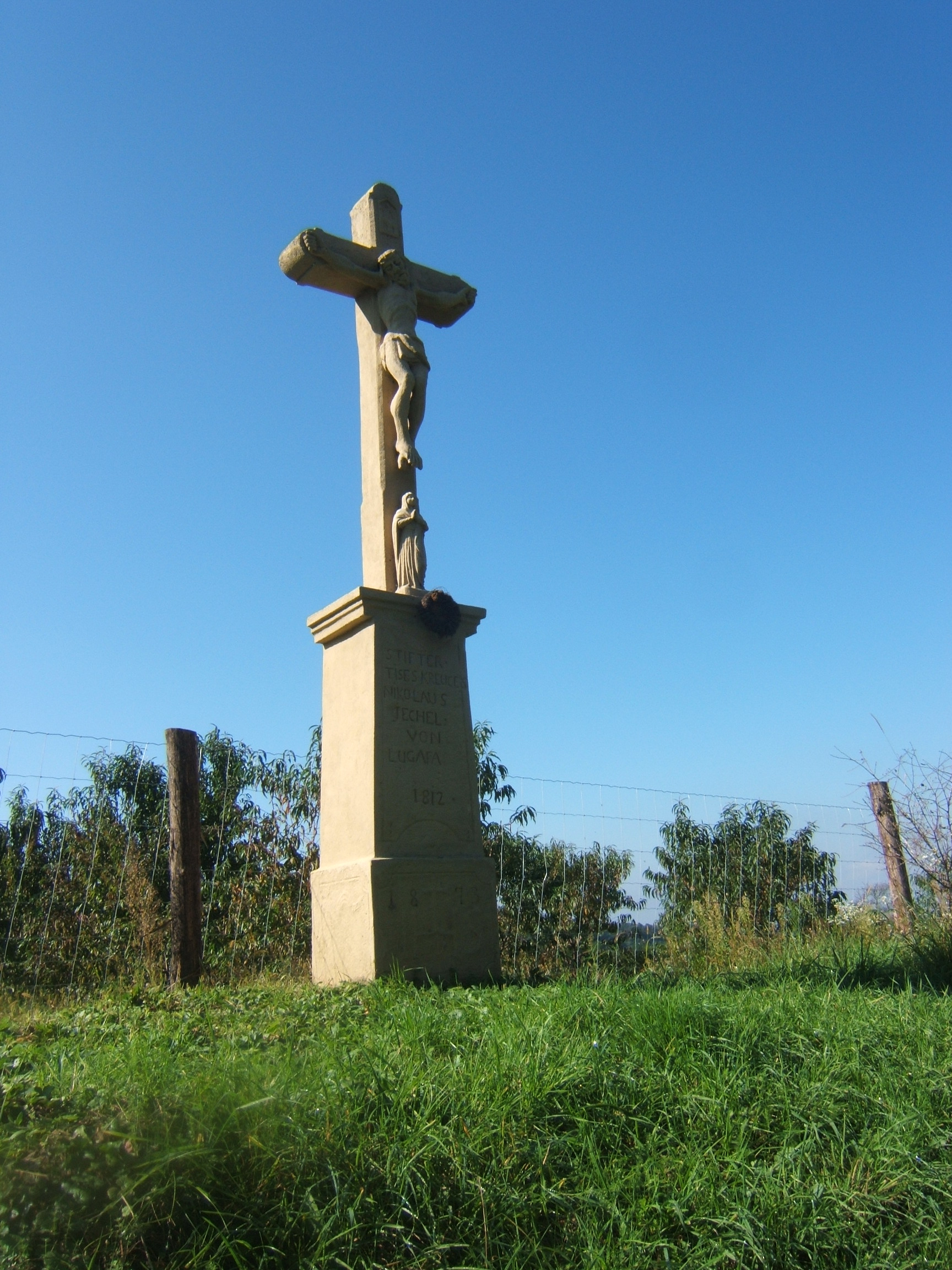
1812-ben állított kőkereszt a szőlőhegyen
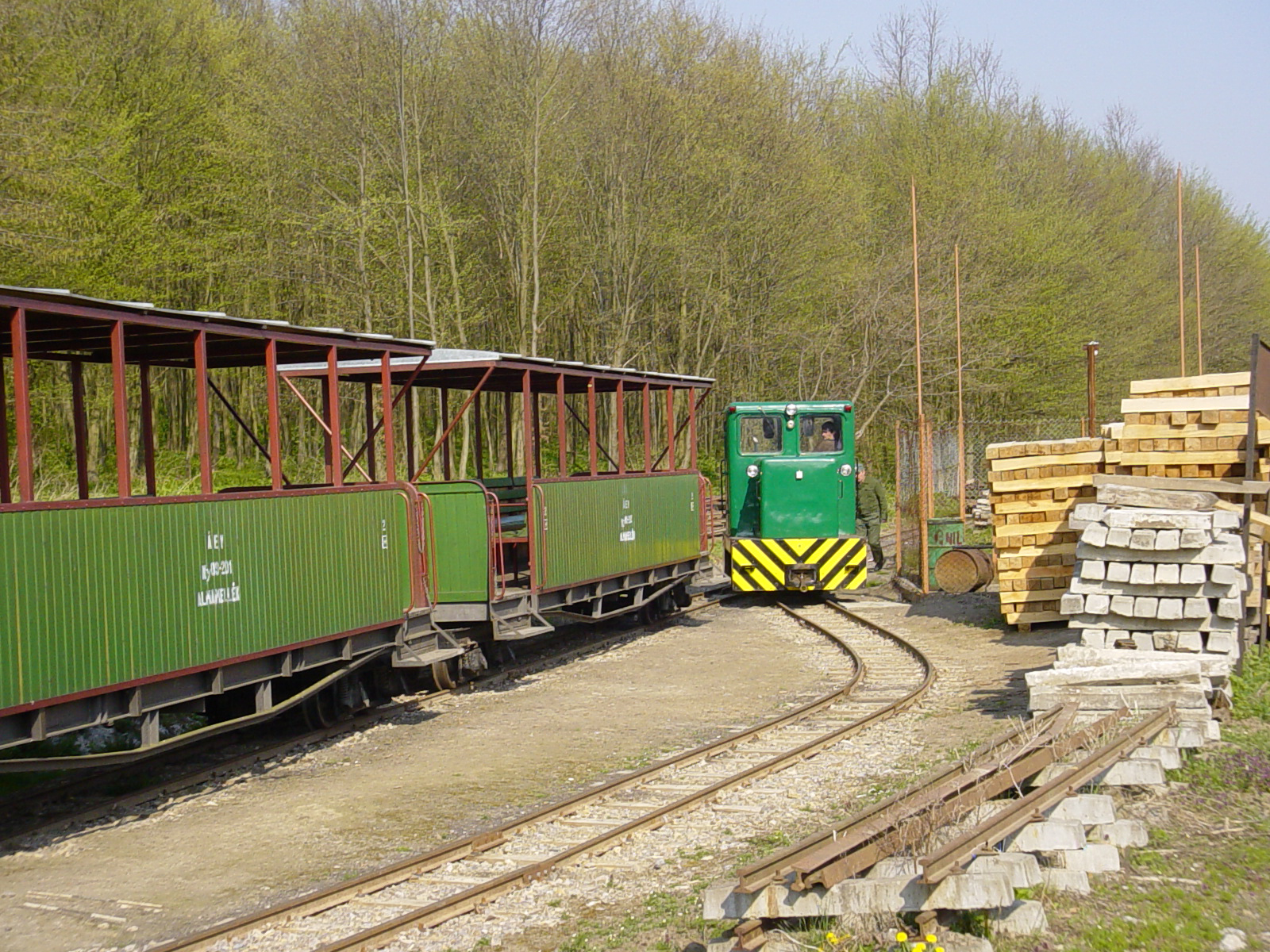
A kisvasút Sasrét-Fűrésztelep állomáson
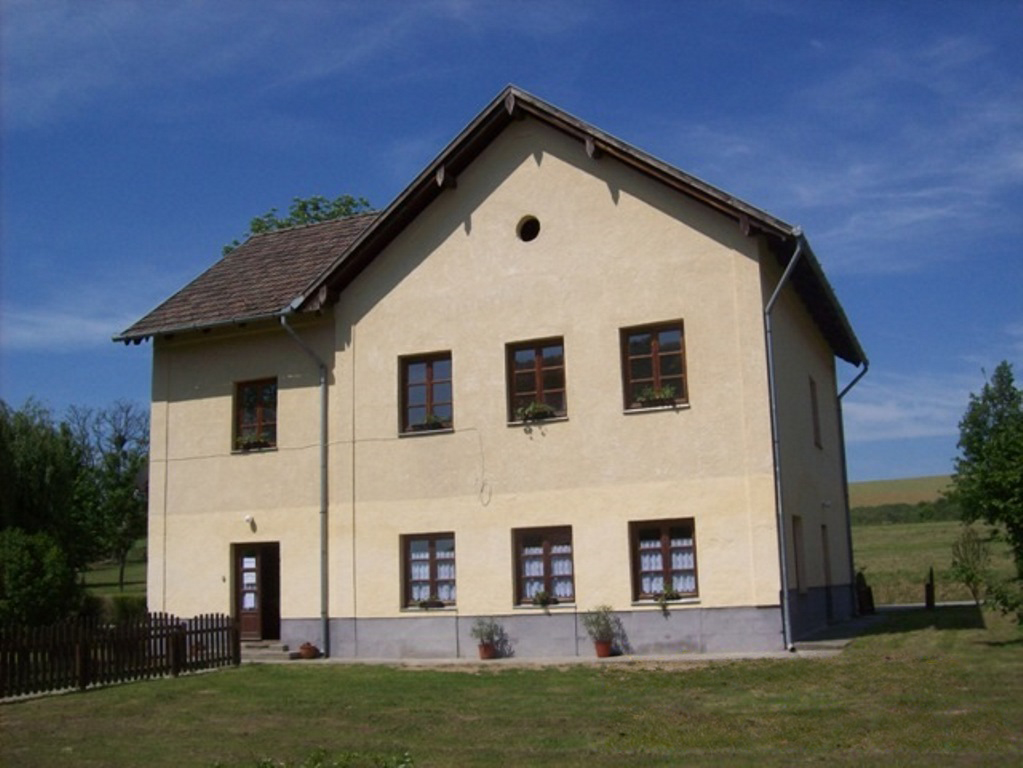
Az egykori nagyvasúti állomás felvételi épülete 2012-ben (napjainkban a kisvasút végállomása)